# Campionati del mondo di ciclismo su strada 2011 - Gara in linea femminile Elite
La gara in linea femminile Elite dei Campionati del mondo di ciclismo su strada 2011 si svolse il 24 settembre 2011 in Danimarca, nel territorio circostante Copenaghen. Venne affrontato un percorso di 140,0 km, al termine del quale, dopo 3h21'28" di corsa, la vittoria arrise all'italiana Giorgia Bronzini, al suo secondo titolo consecutivo di campionessa del mondo.

## Percorso
La gara si svolse su un circuito di 14 km (da ripetere 10 volte) nella zona settentrionale di Copenaghen, a Rudersdal.
Il circuito non presentava particolari difficoltà (era praticamente totalmente pianeggiante), rendendo agevole il compito per i velocisti puri, favoriti per la vittoria finale. A circa 2 km dall'arrivo, una rotonda rendeva molto insidiosa la condotta di gara nella parte finale del percorso, complice anche la salita finale posta a 500 m dall'arrivo, con pendenza media del 5%.

## Squadre e corridori partecipanti
| N.      | Cod. | Squadra               |
| ------- | ---- | --------------------- |
| 1-8     | ITA  | Italia                |
| 9-15    | NED  | Paesi Bassi           |
| 16-22   | GER  | Germania              |
| 23-29   | SWE  | Svezia                |
| 30-36   | GBR  | Gran Bretagna         |
| 37-42   | RUS  | Russia                |
| 43-48   | USA  | Stati Uniti d'America |
| 49-54   | BEL  | Belgio                |
| 55-61   | AUS  | Australia             |
| 62-68   | CAN  | Canada                |
| 69-74   | FRA  | Francia               |
| 75-80   | LTU  | Lituania              |
| 81-83   | LUX  | Lussemburgo           |
| 84      | NZL  | Nuova Zelanda         |
| 85-88   | UKR  | Ucraina               |
| 89-92   | ZAF  | Sud Africa            |
| 93-94   | EST  | Estonia               |
| 95-98   | SUI  | Svizzera              |
| 99-100  | BLR  | Bielorussia           |
| 101-103 | POL  | Polonia               |
| 104-106 | THA  | Thailandia            |

| N.      | Cod. | Squadra               |
| ------- | ---- | --------------------- |
| 107-109 | NOR  | Norvegia              |
| 110-112 | TAI  | Taipei                |
| 113-115 | VEN  | Venezuela             |
| 116-118 | AUT  | Austria               |
| 119-121 | SLO  | Slovenia              |
| 122-124 | DEN  | Danimarca             |
| 125-127 | BRA  | Brasile               |
| 128     | JPN  | Giappone              |
| 129     | CZE  | Rep. Ceca             |
| 130     | IRL  | Irlanda               |
| 131     | FIN  | Finlandia             |
| 132-134 | ESP  | Spagna                |
| 135     | MEX  | Messico               |
| 136-138 | CRO  | Croazia               |
| 139     | HUN  | Ungheria              |
| 140     | GUY  | Guyana                |
| 141     | SIN  | Singapore             |
| 142     | CHI  | Cile                  |
| 143     | SKN  | Saint Kitts and Nevis |
| 144     | ARG  | Argentina             |

## Ordine d'arrivo (Top 10)
| Pos. | Corridore            | Squadra     | Tempo    |
| ---- | -------------------- | ----------- | -------- |
| 1    | Giorgia Bronzini     | Italia      | 3h21'28" |
| 2    | Marianne Vos         | Paesi Bassi | s.t.     |
| 3    | Ina-Yoko Teutenberg  | Germania    | s.t.     |
| 4    | Nicole Cooke         | G. Bretagna | s.t.     |
| 5    | Julija Martisova     | Russia      | s.t.     |
| 6    | Chloe Hosking        | Australia   | s.t.     |
| 7    | Elizabeth Armitstead | G. Bretagna | s.t.     |
| 8    | Ludivine Henrion     | Belgio      | s.t.     |
| 9    | Rasa Leleivytė       | Lituania    | s.t.     |
| 10   | Aude Biannic         | Francia     | s.t.     |